# Liste der Monuments historiques in Guéhenno
Die Liste der Monuments historiques in Guéhenno führt die Monuments historiques in der französischen Gemeinde Guéhenno auf.

## Liste der Bauwerke
| Bezeichnung                       | Beschreibung | Standort                                                           | Kennzeichnung | Schutzstatus   | Datum     | Bild |
| --------------------------------- | ------------ | ------------------------------------------------------------------ | ------------- | -------------- | --------- | ---- |
| Calvaire                          |              | (Lage)                                                             | PA00091233    | Inscrit        | 1927      |      |
| Calvaire und Beinhaus             |              | Friedhof (Lage)                                                    | PA00091234    | Classé Inscrit | 1924 1927 |      |
| Kreuz                             |              | Le Mont (Lage)                                                     | PA00091235    | Inscrit        | 1927      |      |
| Kreuz                             |              | Route de Guégon zwischen La Ville-Martel und la Ville-Sotte (Lage) | PA00091236    | Inscrit        | 1935      |      |
| Kirche St-Pierre-St-Jean-Baptiste |              | (Lage)                                                             | PA00091237    | Inscrit        | 1928      |      |
| Manoir de Le May                  |              | (Lage)                                                             | PA00091238    | Classé Inscrit | 1993      |      |

## Liste der Objekte
- Monuments historiques (Objekte) in Guéhenno in der Base Palissy des französischen Kultusministeriums